# Keith Primeau
Keith David Primeau (ur. 24 listopada 1971 w Toronto) – kanadyjski hokeista, reprezentant Kanady, olimpijczyk. Trener i działacz hokejowy.
Hokeistami zostali także jego brat Wayne (ur. 1976), brat przyrodni Derrick Smith (ur. 1965) oraz syn Cayden (ur. 1999, bramkarz).

## Kariera zawodnicza
- Whitby Flyers (1986-1987)
- Hamilton Kilty B's (1987)
- Hamilton Steelhawks (1987-1988)
- Niagara Falls Thunder (1988-1990)
- Adirondack Red Wings (1990-1992)
- Detroit Red Wings (1990-1996)
- Hartford Whalers (1996-1997)
- Carolina Hurricanes (1997-1999)
- Philadelphia Flyers (1999-2004, 2005-2006)

Przez trzy sezony od 1987 do 1990 grał w kanadyjskiej juniorskiej lidze OHL w ramach CHL. W drafcie NHL z 1990 został wybrany przez Detroit Red Wings z numerem 3. W barwach tego klubu rozegrał sześć pierwszych sezonów w rozgrywkach NHL. 9 października 1996 został zawodnikiem Hartford Whalers (wraz z nim do tego klubu trafił wówczas Paul Coffey oraz wybór w pierwszej rundzie draftu), zaś w przeciwnym kierunku podążył Brendan Shanahan i Brian Glynn. Od 1996 występował jeszcze w trzech innych klubach tej ligi, łącznie rozgrywając 15 sezonów w NHL (1037 meczów, w których zdobył 676 punktów za 284 gole i 392 asysty). Był kapitanem drużyny Carolina Hurricanes w sezonie NHL (1998/1999) oraz zespołu Philadelphia Flyers w czterech ostatnich sezonach. W połowie września 2006 zakończył karierę zawodniczą wskutek konsekwencji wstrząśnienia mózgu.
W barwach Kanady uczestniczył w turniejach Pucharu Świata 1996, mistrzostw świata 1997, 1998 (w 1998 był kapitanem kadry) oraz zimowych igrzysk olimpijskich 1998.

## Kariera działacza i trenerska
W 2009 został dyrektorem rozwoju zawodników w klubie Las Vegas Wranglers z ligi ECHL. Ponadto w sezonie 2012/2013 był trenerem zespołu Team Comcast Bantam Major AAA w kanadyjskiej juniorskiej lidze Midget.
Założył fundację „Stop Concussions”, zajmującą się skutkami wstrząśnienia mózgu u sportowców.

## Sukcesy
Reprezentacyjne
- Finał Pucharu Świata: 1996
- Złoty medal mistrzostw świata: 1997

Klubowe
- Puchar Caldera – mistrzostwo AHL: 1992 z Adirondack Red Wings
- Presidents’ Trophy: 1995, 1996 z Detroit Red Wings
- Clarence S. Campbell Bowl: 1995 z Detroit Red Wings
- Mistrzostwo dywizji NHL: 1998 z Carolina Hurricanes, 2000, 2002, 2004 z Philadelphia Flyers

Indywidualne
- OHL 1989/1990:
  - Eddie Powers Memorial Trophy – pierwsze miejsce w klasyfikacji kanadyjskiej w sezonie zasadniczym: 127 punktów
  - Drugi skład gwiazd
- NHL (1998/1999):
  - NHL All-Star Game
- NHL (2003/2004):
  - NHL All-Star Game
- NHL (2009/2010):
  - Zdobywca gola w najdłużej rozgrywanym wówczas meczu NHL (92 min. 01. sek. dogrywki)

Wyróżnienia
- Yanick Dupre Memorial Award – nagroda w ramach klubu Philadelphia Flyers: 2001
- Toyota Cup – nagroda w ramach klubu Philadelphia Flyers: 2003